# كتشور ستاق (ريغستان)
کتشور ستاق (بالفارسية: کچورستاق) هي منطقة سكنية تقع في إيران في أصفهان. يقدر عدد سكانها بـ 472 نسمة بحسب إحصاء 2016.